# Erythrodes latifolia
Erythrodes latifolia är en orkidéart som beskrevs av Carl Ludwig von Blume. Erythrodes latifolia ingår i släktet Erythrodes och familjen orkidéer. Inga underarter finns listade i Catalogue of Life.